# Barbilophozia lycopodioides
Barbilophozia lycopodioides ist eine Lebermoos-Art aus der Familie Lophoziaceae und gehört zur Gruppe der beblätterten Lebermoose. Deutschsprachige Namen sind Großes Bart-Spitzmoos oder Bärlappartiges Bartspitzkelch-Lebermoos. Ein Synonym dieser Art ist Lophozia lycopodioides (Wallr.) Cogn.

## Merkmale
Barbilophozia lycopodioides wächst in gelbgrünen, schwammigen Rasen, oft mit anderen Moosarten vermischt. Die Pflanzen werden bis 8 Zentimeter lang und 3 bis 5 Millimeter breit. Oft sind sie gabelig verzweigt. Auf ihrer Unterseite tragen sie einen dichten, weißen Rhizoidenfilz. Die dicht gestellten und schräg am Stängel angewachsenen Flankenblätter sind breiter als lang und vorne in vier breite, etwa gleich große Lappen geteilt, welche in eine dornartige, ein- bis zweizellige Stachelspitze auslaufen. Der Blattgrund ist mit einigen Zilien besetzt. Unterblätter sind meist tief zweispaltig und teilweise im Rhizoidenfilz versteckt.
Die Blattzellen der Flankenblätter sind rundlich, dünnwandig und etwa 20 bis 25 µm groß. Die Zellecken sind stark verdickt. Pro Blattzelle sind 4 bis 8 Ölkörper vorhanden.
Die Moosart ist diözisch. Das große Perianth ist länglich-eiförmig, 5 bis 6 Millimeter lang, oben gefaltet und an der Mündung gezähnt. Brutkörper werden in rotbraunen Häufchen am Stämmchenende gebildet.

## Ökologie
Die Moosart wächst an lichtreichen bis mäßig beschatteten, kalkarmen und sauren Stellen auf grasigen Böden, Heiden, in Nadelwäldern und auf Felsen.

## Verbreitung
Barbilophozia lycopodioides ist ein Gebirgsmoos. In Mitteleuropa ist es in den Alpen und den höheren Mittelgebirgen häufig, kommt sonst nur sehr lokal vor und fehlt im Tiefland. Die europäischen Vorkommen reichen von der arktischen Zone südwärts bis zu den Pyrenäen und Bulgarien. Weitere Vorkommen befinden sich im Kaukasus, in Sibirien, Japan, Nordamerika und Grönland.